# 曼努埃拉·塞科洛

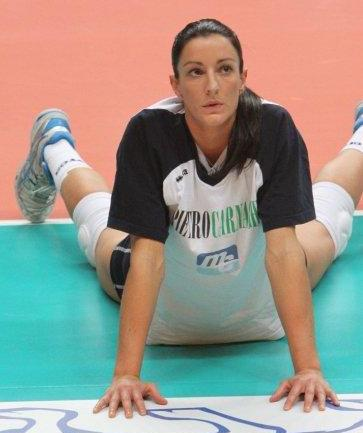
曼努埃拉·塞科洛

曼努埃拉·塞科洛（義大利語：Manuela Secolo，1977年2月22日—），意大利前女子排球运动员。她曾代表意大利国家队参加2004年和2008年夏季奥林匹克运动会排球比赛，均未能获得奖牌。